# 1967 год в спорте
Список 1967 год в спорте описывает спортивные события, произошедшие в 1967 году.

## СССР
- Летняя Спартакиада народов СССР 1967;
  - Бокс на летней Спартакиаде народов СССР 1967;
  - Вольная борьба на летней Спартакиаде народов СССР 1967;
  - Лёгкая атлетика на летней Спартакиаде народов СССР 1967;
- Чемпионат СССР по самбо 1967;
- Чемпионат СССР по международным шашкам среди мужчин 1967;
- Чемпионат СССР по русским шашкам 1967;
- Чемпионат СССР по хоккею с мячом 1966/1967;
- Создан баскетбольный клуб «Николаев»;
- Создана ДЮСШ «Дельфин»;

### Регби
Созданы клубы:
- «ВВА-Подмосковье»;
- «Новокузнецк»;
- «Стрела-Агро»;
- «Фили»;

### Футбол
- Чемпионат СССР по футболу 1967;
- Кубок СССР по футболу 1966/1967;
- Кубок СССР по футболу 1967/1968;
- Созданы клубы:
  - «Актобе»;
  - «Вагаршапат»;
  - «Кызылкум»;
  - «Масаллы»;
  - «Сибиряк»;
  - «Тобол» (Костанай);
  - «Ширак-2»;
  - «Шукура»;
- Расформирован клуб «Спартак» (Ленинград);

### Хоккей с шайбой
- Чемпионат СССР по хоккею с шайбой 1966/1967;
- Чемпионат СССР по хоккею с шайбой 1967/1968;

### Шахматы
- Личный чемпионат СССР по шахматной композиции 1967;
- Первенство СССР между командами союзных республик по шахматам 1967;
- Чемпионат СССР по шахматам 1966/1967;
- Чемпионат СССР по шахматам 1967;

## Международные события
- Кубок чемпионов ФИБА 1966/1967;
- Кубок чемпионов ФИБА 1967/1968;
- Летняя Универсиада 1967;
- Панамериканские игры 1967;
- Средиземноморские игры 1967;
- Чемпионат Южной Америки по волейболу среди женщин 1967;
- Чемпионат Южной Америки по волейболу среди мужчин 1967;

### Чемпионаты Европы
- Чемпионат Европы по боксу 1967;
- Чемпионат Европы по волейболу среди женщин 1967;
- Чемпионат Европы по волейболу среди мужчин 1967;
- Чемпионат Европы по международным шашкам среди мужчин 1967;
- Чемпионат Европы по фигурному катанию 1967;
- Чемпионат Европы по хоккею с шайбой среди юниорских команд 1967;

### Чемпионаты мира
- Чемпионат мира по баскетболу среди женщин 1967;
- Чемпионат мира по биатлону 1967;
- Чемпионат мира по волейболу среди женщин 1967;
- Чемпионат мира по конькобежному спорту в классическом многоборье 1967;
- Чемпионат мира по фигурному катанию 1967;
- Чемпионат мира по хоккею с мячом 1967;
- Чемпионат мира по хоккею с шайбой 1967;
- Чемпионат мира по художественной гимнастике 1967;

### Футбол
- Малый Кубок мира 1967;
- Матчи сборной СССР по футболу 1967;
- Кубок европейских чемпионов 1966/1967;
- Кубок европейских чемпионов 1967/1968;
- Кубок Либертадорес 1967;
- Кубок обладателей кубков УЕФА 1967/1968;
- Кубок обладателей кубков УЕФА 1966/1967;
- Кубок обладателей кубков УЕФА 1967/1968;
- Кубок чемпионов КОНКАКАФ 1967;
- Кубок ярмарок 1966/1967;
- Кубок ярмарок 1967/1968;
- Финал Кубка европейских чемпионов 1967;
- Финал Кубка обладателей кубков УЕФА 1967;
- Футбольные клубы СССР в еврокубках сезона 1966/1967;
- Футбольные клубы СССР в еврокубках сезона 1967/1968;

### Шахматы
- Межзональный турнир по шахматам 1967;
- Турнир претенденток по шахматам 1967;

## Персоналии

### Родились
- 20 сентября — Магомадов, Вахит Гараевич, советский и российский боксёр.